# Кор Кароли
Тази статия се отнася за звездата. За яхтата на Георги Георгиев вижте Кор Кароли (яхта).
Кор Кароли (също алфа от Ловджийски кучета, както и α CVn или α Canum Venaticorum) е най-ярката звезда в северното съзвездие Ловджийски кучета.
Името е транслитерация на латинското име Cor Caroli, „сърцето на Чарлз“. Наречена е така от сър Чарлс Скарбъроу в чест на английския крал Чарлз I, екзекутиран по време на Английската революция, като пълното ѝ име първоначално е Cor Caroli Regis Martyris, „сърцето на Чарлс, краля-мъченик“.
Кор Кароли е двойна звезда, с обща видима звездна величина от 2,81. Ъгловото разстояние между двете звезди в небето е 19,6 ъглови секунди и те лесно се отличават в малките телескопи. Системата се намира на около 110 светлинни години от Земята.